# ممشى مسقوف

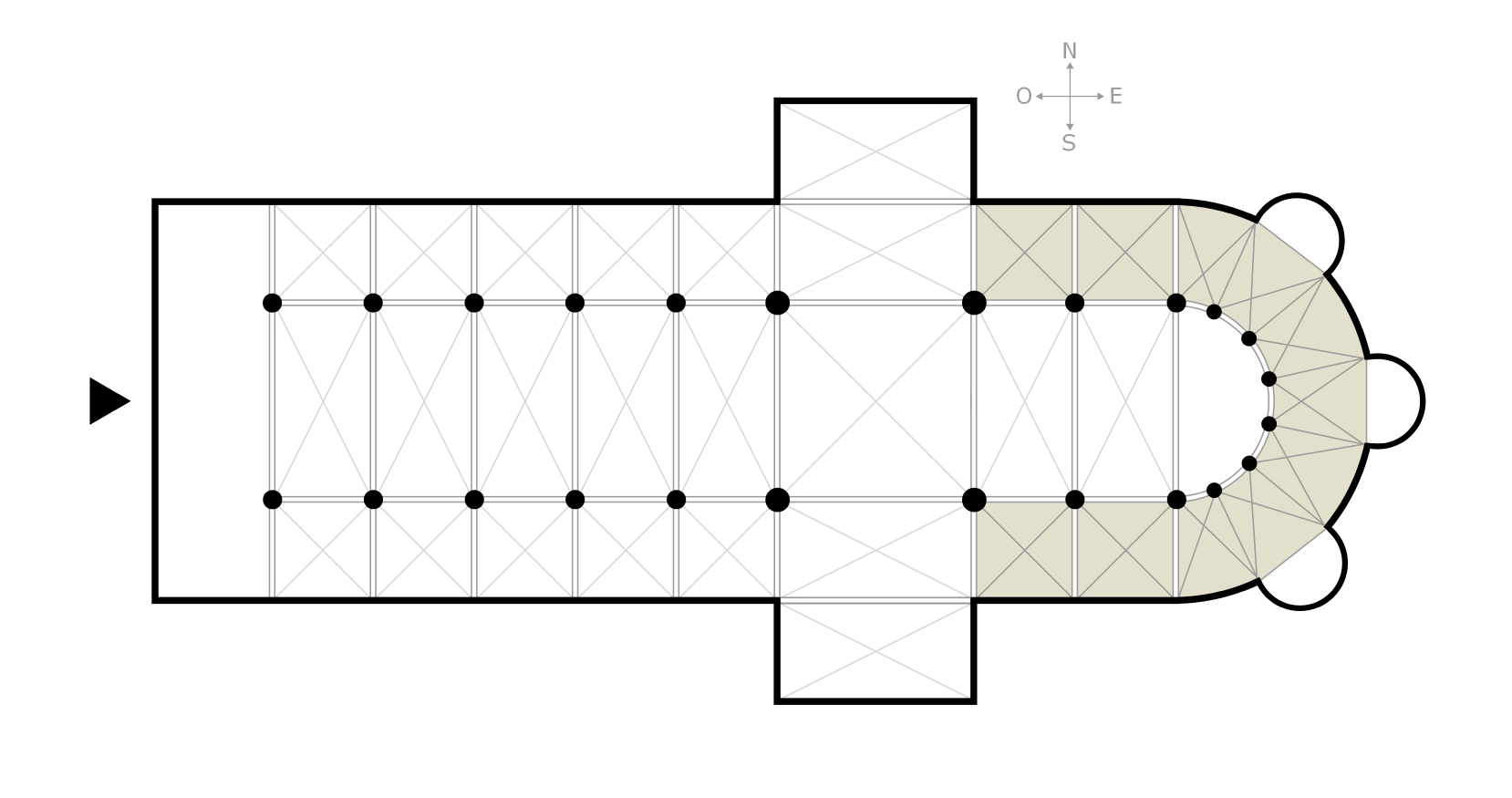
مكان الممشى داخل كاتدرائية نموذجية.

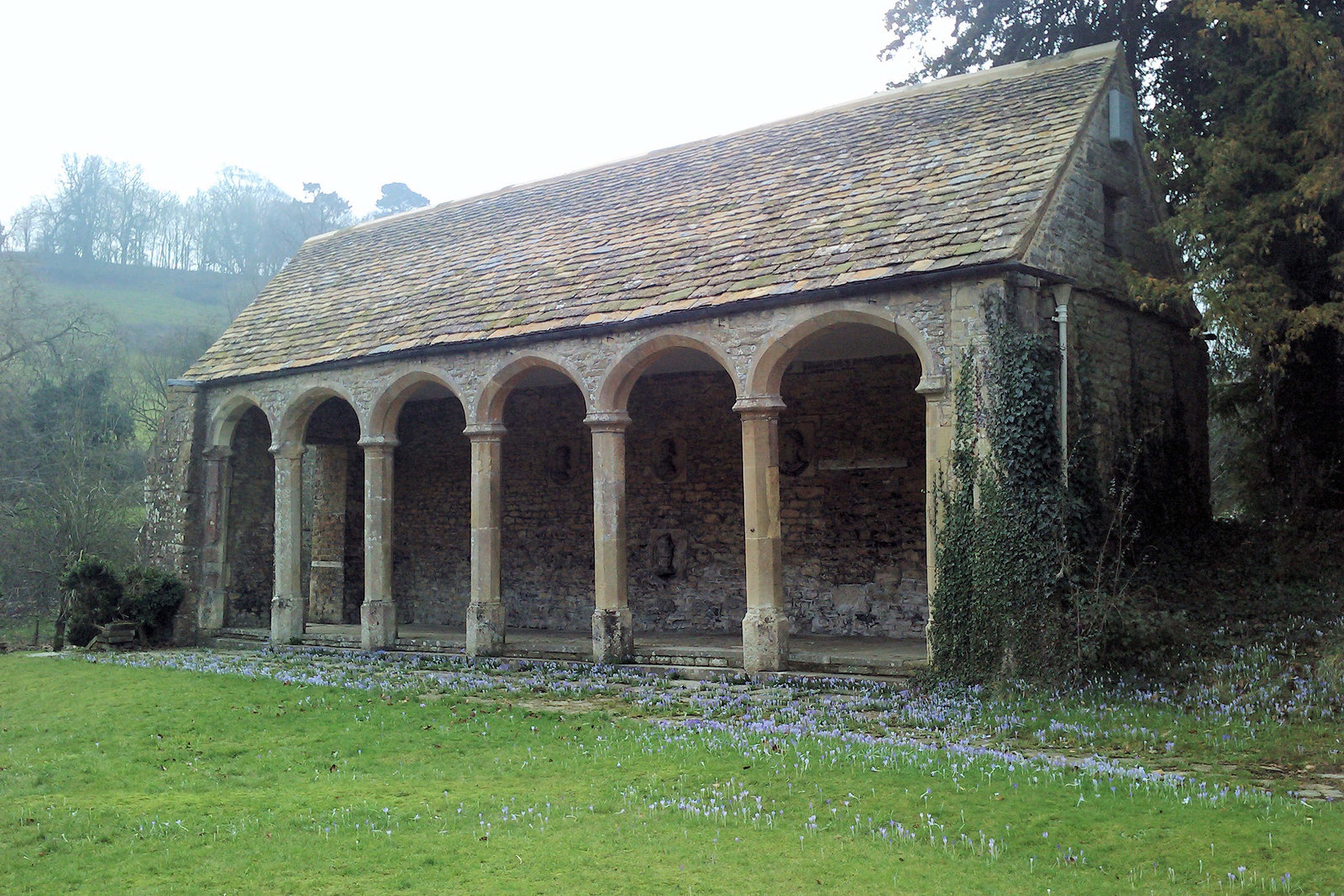
ممشى فناء هورتون

الممشى المسقوف (باللاتينية: ambulatorium)‏ و معناه الحرفي هو "المكان المخصص للمشي") هو عبارة عن ممر مسقوف حول الدير، أو الطريق المخصص للموكب الشعائري حول الطرف الشرقي من الكاتدرائية أو الكنيسة الكبيرة خلف المذبح العالي. ولقد ظهر أول ممشى مسقوف في فرنسا في القرن الحادي عشر، إلا أنه بحلول القرن الثالث عشر أُدخل إلى إنجلترا، ومن أجل ذلك وُسّعت عديد الكاتدرائيات الإنجليزية.
غالبًا ما نجد نفس هذه السمة بشكل عام في العمارة الهندية والعمارة البوذية، خصوصاً في العصور القديمة. يُعد الطواف الشعائري أو بالهندي الباريكراما حول ستوبا أو الصور المعبودة أمراً هاماً في البوذية والهندوسية. وغالبًا ما يتم الطواف حول المبنى بأكمله عدة مرات. ودائماً ما سمحت قاعة شايتا البوذية بهذا المسار، ومن الأمثلة الهندوسية الشهيرة نجد معبد دورجا بمنطقة أيهول (القرن السابع أو الثامن).
كما استخدام هذا المصطلح أيضًا في وصف سمة من سمات الحدائق الموجودة في أرضيات المنازل الريفية. والمثال النموذجي له هو المبين في الصورة المقابلة، الموجود في أراضي فناء هورتون بمنطقة جلوسيسترشاير بالمملكة المتحدة.

## المصطلح الطبي
الممشى هو أيضا صفة تستخدم لوصف 
- المرضى الذين يستطيعون المشي على الرغم من مرضهم أو إصابتهم.[6]
- عموماً مرضى العيادات الخارجية، بما في ذلك أولئك الذين يحتاجون إلى كرسي متحرك.
- الطاقم الطبي الذي يقدم الرعاية لمرضى العيادات الخارجية. انظر تمريض العناية الإسعافية.
- الإجراءات الطبية التي لا تتطلب عادة البقاء بين عشية وضحاها في المستشفى. انظر تمريض الرعاية المتنقلة.
- يمكن تسمية العكاز وغيرها من أدوات المساعدة على المشي بأجهزة التنقل المعاونة. [7]

## معرض

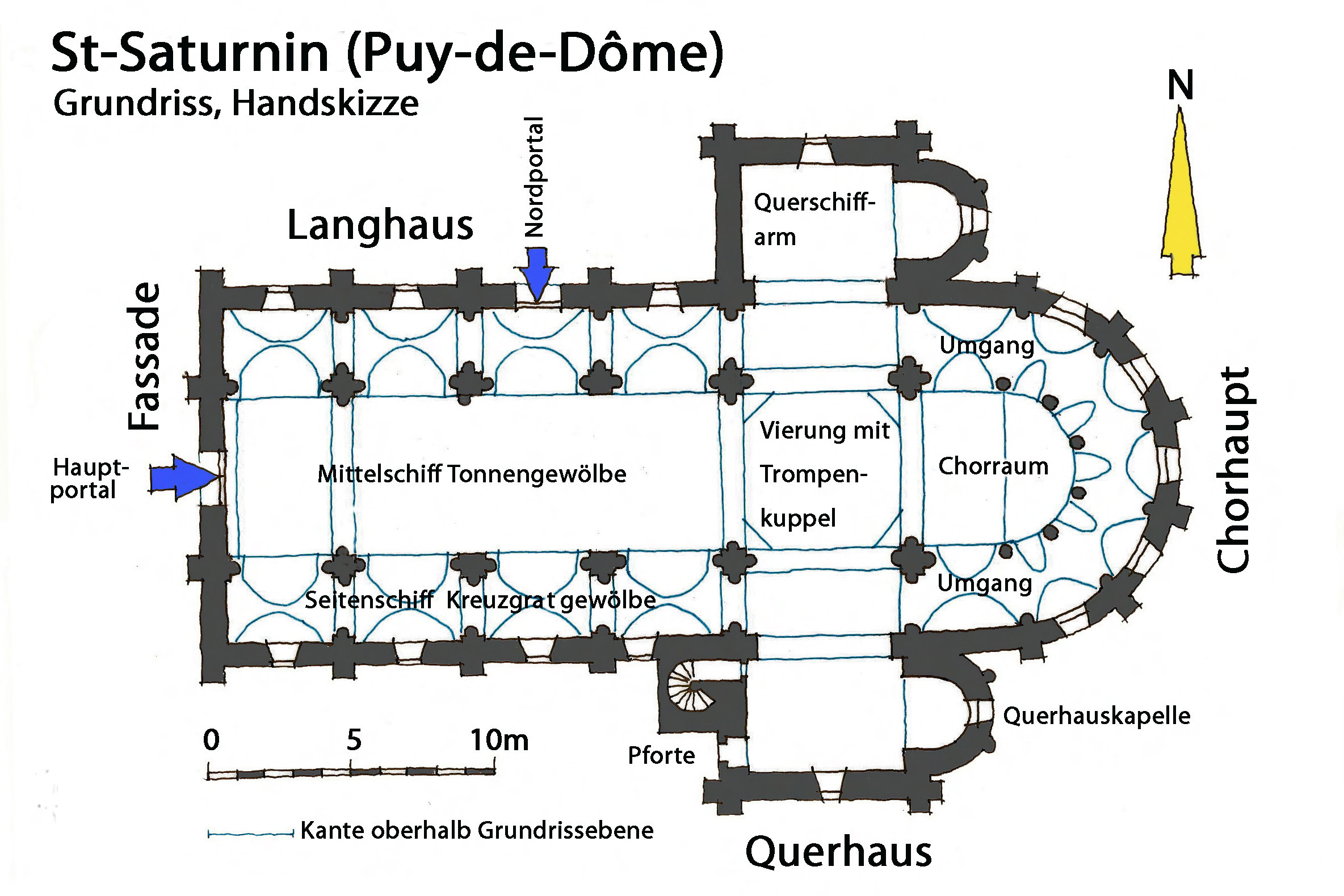
ممشى مسقف في كنيسة السيدة سانت ساتورنين
ممشى مسقف في بازيليك القديسة سيرنين
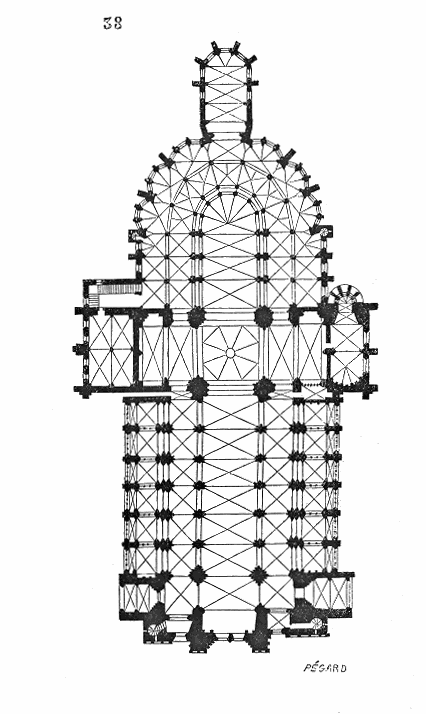
ممشى مسقف ومصلى محوري ، كاتدرائية كوتانس.
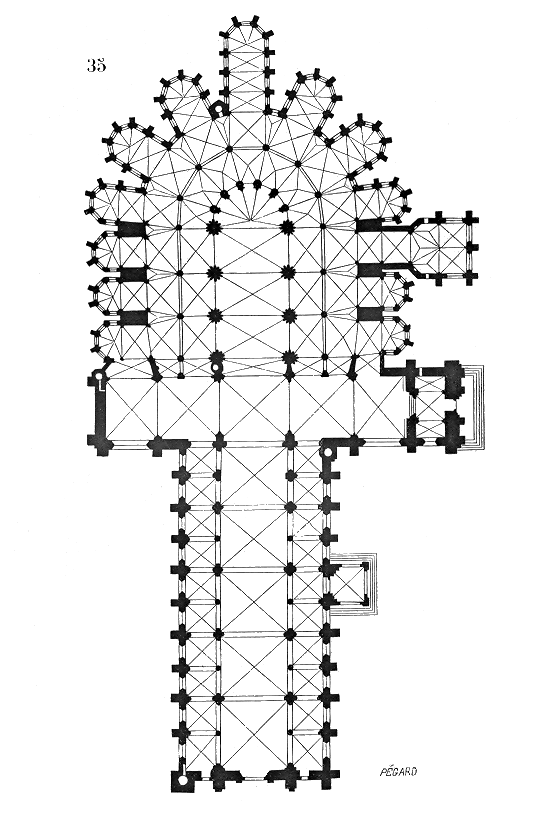
ممشى مسقف مزدوج به كنائس صغيرة شعاعية، لومان.
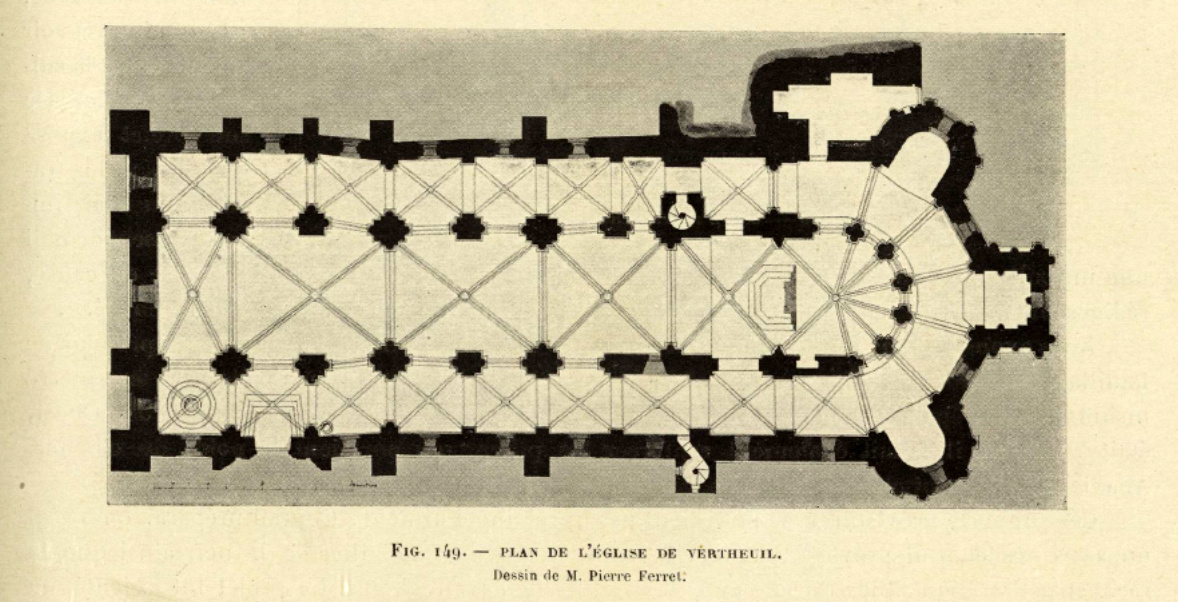
ممشى مسقف، دير سان بيير دي فيرتويل